# Линд (Альтенар)
Линд (нем. Lind) — община в Германии, в земле Рейнланд-Пфальц.
Входит в состав района Арвайлер. Подчиняется управлению Альтенар. Население составляет 578 человек (на 31 декабря 2010 года). Занимает площадь 12,35 км².
Коммуна подразделяется на 3 сельских округа.